# الافتقار إلى الطاقة

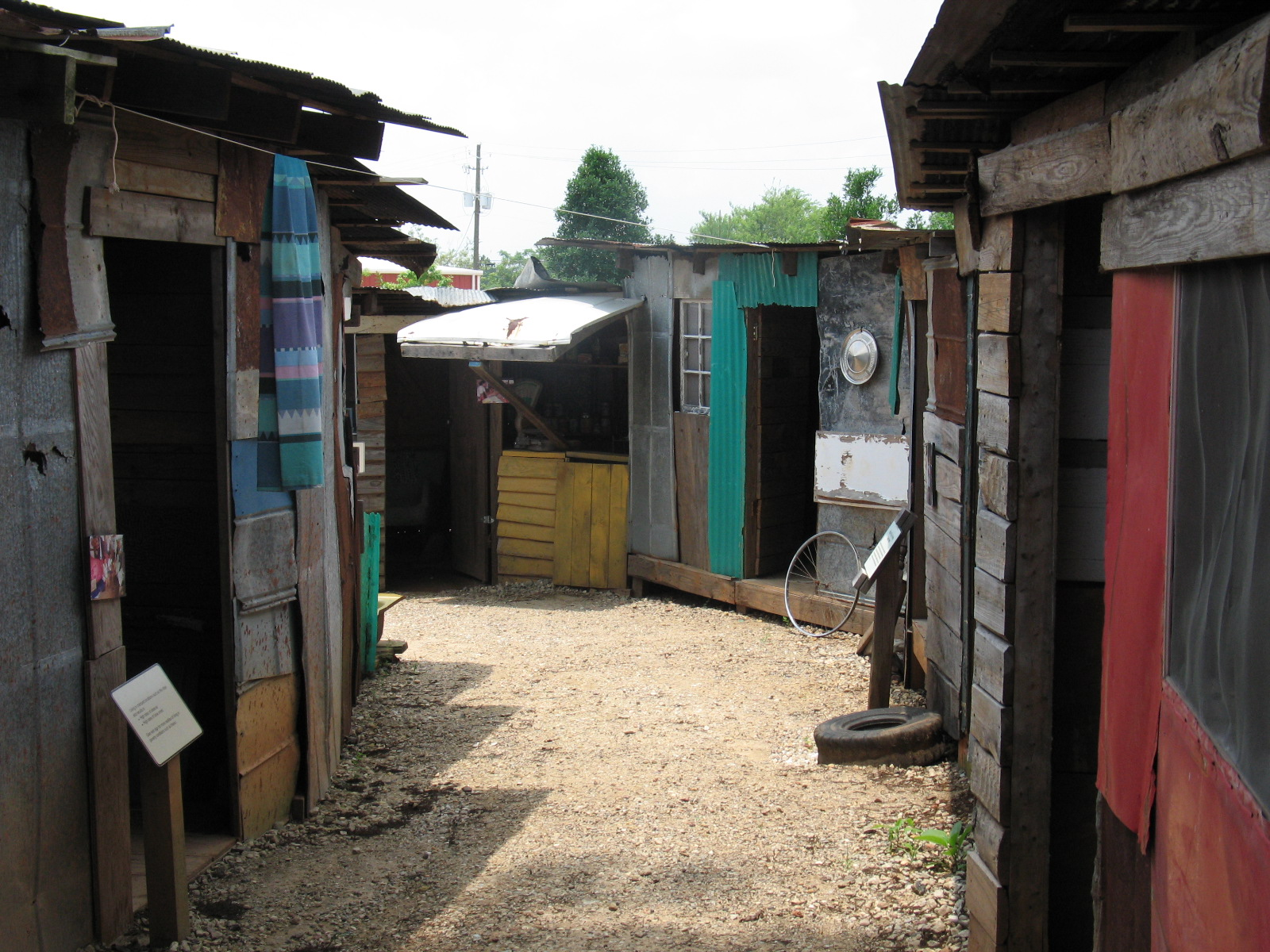
الفقر والإسكان.

الافتقار إلى الطاقة هو النقص في الحصول على خدمات الطاقة الحديثة. يشير مصطلح «الافتقار إلى الطاقة » إلى حالة عدد كبير من الناس الذين يقطنون بغالبيتهم في البلدان النامية وتتأثر مصالحهم بالاستهلاك الطاقي المنخفض للغاية -أو باستهلاك أنواع الوقود غير النظيف أو الملوث- وبالوقت الإضافي الذي يقضونه في عمليات جمع الوقود بهدف تلبية احتياجاتهم الأساسية. على الرغم من أن تحسين القدرة على الوصول إلى خدمات الطاقة الحديثة هو أحد الجهود المبذولة للحد من الافتقار إلى الطاقة، فيرتبط الافتقار إلى الطاقة بشكل عكسي مع قابلية الوصول إلى خدمات الطاقة الحديثة. يختلف الافتقار إلى الطاقة عن فقر الوقود الذي يركز فقط على مسألة القدرة على تحمل التكاليف المادية.
«يعد الوصول إلى الطاقة –وفقًا لمبادرة مكافحة الافتقار إلى الطاقة التابعة للمنتدى الاقتصادي العالمي- أمرًا أساسيًا لتحسين نوعية الحياة، ولتحقيق التنمية الاقتصادية. ما يزال الافتقار إلى الطاقة أمرًا واسع الانتشار في البلدان النامية إذ يوجد –وفقًا لمنظمة الطاقة العالمية المعروفة اختصارًا بـ ( آي إي إيه)- ما يقارب 1.1 مليار إنسان حول العالم غير قادر على الحصول على الطاقة الكهربائية.» أطلقت الأمم المتحدة -نتجية لهذا الوضع- مبادرة جديدة تركز بشكل أساسي على الحد من الافتقار إلى الطاقة، بالتزامن مع تحديد عام 2012 السنة الدولية للطاقة المستدامة للجميع. أطلقت جامعة ديوك مشروع أبحاث حول الطاقة المنزلية والصحة، أدرجت فيه الأبحاث المتعلقة بفقر الطاقة في الهند.

## الافتقار إلى الطاقة المنزلية
يشير مصطلح الافتقار إلى الطاقة المنزلية إلى الوضع الذي لا تستطيع فيه الأسرة تأمين موارد الطاقة الأساسية لتحقيق متطلبات الحياة اليومية –أو عدم القدرة على تحمل تكاليفها. من الممكن أن تتغير هذه المتطلبات من بلد إلى آخر ومن منطقة إلى أخرى. تعتبر الإضاءة، والطاقة اللازمة للطهي، والتدفئة أو التبريد المنزلي هي الاحتياجات الطاقية الأكثر شيوعًا.
من الممكن القول بأنّ المعلومات المتاحة حول التدابير الضرورية لتأمين متطلبات الطاقة الأساسية شحيحة. حددت العديد من البلدان توافر وحدة واحدة من الكهرباء بشكل يومي للعائلة شرطًا أساسيًا لتأمين حاجتها الدنيا من الطاقة، وقد تم -على هذا الأساس- توفير 30 وحدة من الكهرباء بشكل شهري للعائلات في العديد من البلدان النامية بأسعار ميسرة جدًا. 
يربط بعض الكتاب الآخرون التصنيفات المختلفة للحاجات الأساسية للطاقة مع بقاء الإنسان على قيد الحياة وحالات الفقر المدقع. تقتضي »احتياجات الطاقة الأساسية« تحقق المستويات الأساسية للمعيشة، والتي تتضمن جميع الوظائف المذكورة سابقًا (الطبخ والتدفئة والإضاءة) بالإضافة إلى الطاقة اللازمة لتوفير الخدمات الأساسية المرتبطة بالصحة والتعليم والاتصالات. يعني مصطلح »احتياجات الطاقة للاستخدامات الانتاجية« توافر احتياجات الطاقة الأساسية إضافة إلى الطاقة اللازمة للمستخدم ليتمكن من كسب العيش، »أما الطاقة من أجل الترفيه« فهي الطاقة التي يحتاجها الشخص -بعد استيفائه لجميع الفئات السابقة- من أجل الترفيه. أخذت التعريفات الدقيقة للافتقار إلى الطاقة –حتى وقت قريب- الحد الأدنى من كمية الطاقة فقط في عين الاعتبار، ولكن، هناك مدرسة فكرية أخرى تقترح وجوب أخذ نوعية الطاقة ونظافتها في عين الاعتبار أيضًا عند وضع تحديد »حالة الافتقار إلى الطاقة«.
ينص أحد هذه التعاريف على التالي:

يعاني شخص ما من فقر الطاقة في حال لم يتمكن من الوصول -على الأقل- إلى: 
أ‌- ما يعادل 35 كغ من الغاز النفطي المسيل للطبخ سنويًا، أو من الإمداد المحسن من مصادر الوقود الصلب ومواقد الطهي المحسنة (الفعالة والنظيفة).

ب‌- 120 كيلواط ساعي سنويًا لاستخدامات الإضاءة، والوصول إلى معظم الخدمات الأساسية من مياة الشرب والاتصالات والخدمات الصحية المحسنة، والخدمات التعليمية المحسنة وغيرها، إضافة إلى القيمة المضافة للإنتاج المحلي. 
يتطلب الحصول على مصدر الطاقة المحسن للطهي أقل من 4 ساعات عمل لشخص واحد من العائلة في الأسبوع لجمع الوقود، ويتطلب أيضًا تلبية توصيات منظمة الصحة العالمية بشأن جودة الهواء (الحد الأقصى لتركيز ثاني أكسيد الكربون فيه 30 ملغ/ م3 لمدة 24 ساعة، وأقل من 10 ملغ/م3 لفترة 8 ساعات من التعرض)، وكفاءة تحويل إجمالية تتجاوز 25%.